# Blado (plaats)
Blado is een bestuurslaag in het regentschap Batang van de provincie Midden-Java, Indonesië. Blado telt 3687 inwoners (volkstelling 2010).